# Iclirérico Narbal Pamplona
Iclirérico Narbal Pamplona ComNSC (Aracati, 14 de outubro de 1830 — Rio de Janeiro, 29 de outubro de 1896) foi servidor público e político brasileiro.

## Biografia
Era o primogênito dos vinte filhos do tenente-coronel José Cândido Pamplona e de Maria Palácio Pamplona, sobrinha de Pedro José da Costa Barros.
Foi, em Fortaleza, ajudante de escrivão no Cartório do Primeiro Tabelião do Crime e Civil e interinamente escrivão privativo do Júri; secretário da Câmara Municipal da cidade de Bananal, em São Paulo. Em junho de 1852, foi nomeado ajudante do escrivão do Juízo dos Feitos da Fazenda Nacional. Em 17 de outubro seguinte, em casa do senador José Martiniano de Alencar, casou-se com sua prima germana Erifila Rosa Pamplona, filha de seu tio paterno Frederico Augusto Pamplona e de Cândida Rosa Pamplona. O casal teve onze filhos, dos quais o primogênito foi o poeta Zoroastro Augusto Pamplona.
De volta ao Ceará, foi eleito deputado provincial para o biênio de 1864-1865. Em maio de 1866, foi nomeado escrivão interino do Juízo dos Feitos da Fazenda e, em 12 de janeiro de 1867, escrivão vitalício, passando o cargo a ser exercido no Juízo Seccional. Era Moço Fidalgo da Casa Real e Comendador da Ordem de Nossa Senhora da Conceição de Vila Viçosa por título de 23 de abril de 1885.
Aposentou-se por decreto de 10 de julho de 1890, vindo a falecer seis anos depois, vitimado por uma síncope cardíaca. Seu corpo foi sepultado no Cemitério do Caju.